# شاخه‌سرونیان
شاخه‌سَرونیان یا آنتن‌مُنشعبان (Cladocera)
سخت‌پوستان کوچکی از رده آبشش‌پایان هستند.
شاخه‌سرونیان یک گروه تک‌نیا هستند که در حال حاضر به ۴ زیرراسته، ۱۱ خانواده، ۸۰ سرده و حدود ۴۰۰ گونه تقسیم می‌شوند.
معروف‌ترین سرده (جنس) از شاخه‌سرونیان، ماهی دافنی (شپش آبی آب‌های شیرین) است. دافنی معمولاً برای آزمودن مقدار سمی‌بودن مواد شیمیایی در آب‌های آلودگی مورد بررسی قرار می‌گیرد.